# Kim Jung-soo (calciatore)
Kim Jung-soo (김정수?; 17 gennaio 1975) è un ex calciatore sudcoreano, di ruolo difensore.